# Biserica „Sf. Nicolae” a fostului schit Olteni
Biserica „Sf. Nicolae” a fostului schit Olteni este un monument istoric aflat pe teritoriul satului Olteni, comuna Bujoreni. În Repertoriul Arheologic Național, monumentul apare cu codul 168899.02.